# Clostridium putrificum
Clostridium putrificum è una specie di batterio appartenente alla famiglia delle Clostridiaceae.